# Mpho Tshivhase
Mpho Tshivhase (Makwarela, Limpopo; 21 de abril de 1986) es una filósofa sudafricana que enseña en la Universidad de Pretoria. En abril de 2018, Tshivhase se convirtió en la primera mujer negra en recibir un doctorado en filosofía en toda Sudáfrica. Tshivhase enseña ética aplicada y su investigación se centra en la singularidad y la individualidad. 

## Historia
Los estudios académicos de Mpho Tshivase comenzaron en psicología en la Universidad de Johannesburgo. Más tarde, a nivel de posgrado, Tshivase ingresó a la filosofía propiamente dicha, donde completó su investigación de tesis de maestría sobre identidad personal.
La tesis doctoral de Tshivase, titulada "Hacia una teoría normativa de la unicidad de las personas", fue supervisada por Thaddeus Metz. Como la primera mujer negra sudafricana en recibir un doctorado en filosofía, Tshivhase fue celebrada y el sitio web de noticias de Sudáfrica Independent Online describió sus logros como "pioneros". El logro de Tshivhase también condujo a discusiones sobre la sociología de las relaciones raciales y étnicas en Sudáfrica.

## Investigación
Una de las preguntas principales en la investigación de Tshivase es si la singularidad es un elemento del desarrollo personal que vale la pena perseguir a expensas de otras cosas. Su principal preocupación de investigación tiene como objetivo delinear qué es la singularidad entre las personas y cómo los humanos se relacionan con el concepto de singularidad.